# Tumultuos ca șoapta

"Loud as a Whisper" este un episod din al doilea sezon al serialul științifico-fantastic „Star Trek: Generația următoare”. Scenariul este scris de Jacqueline Zambrano; regizor este Larry Shaw. A avut premiera la 9 ianuarie 1989.

## Prezentare
Nava Enterprise este gazda unui ambasador surd și cu puteri telepatice, care mediază negocieri de pace dificile, cu ajutorul unui trio de interpreți telepatici.

## Vezi și
- 1989 în științifico-fantastic